# David Clarinval

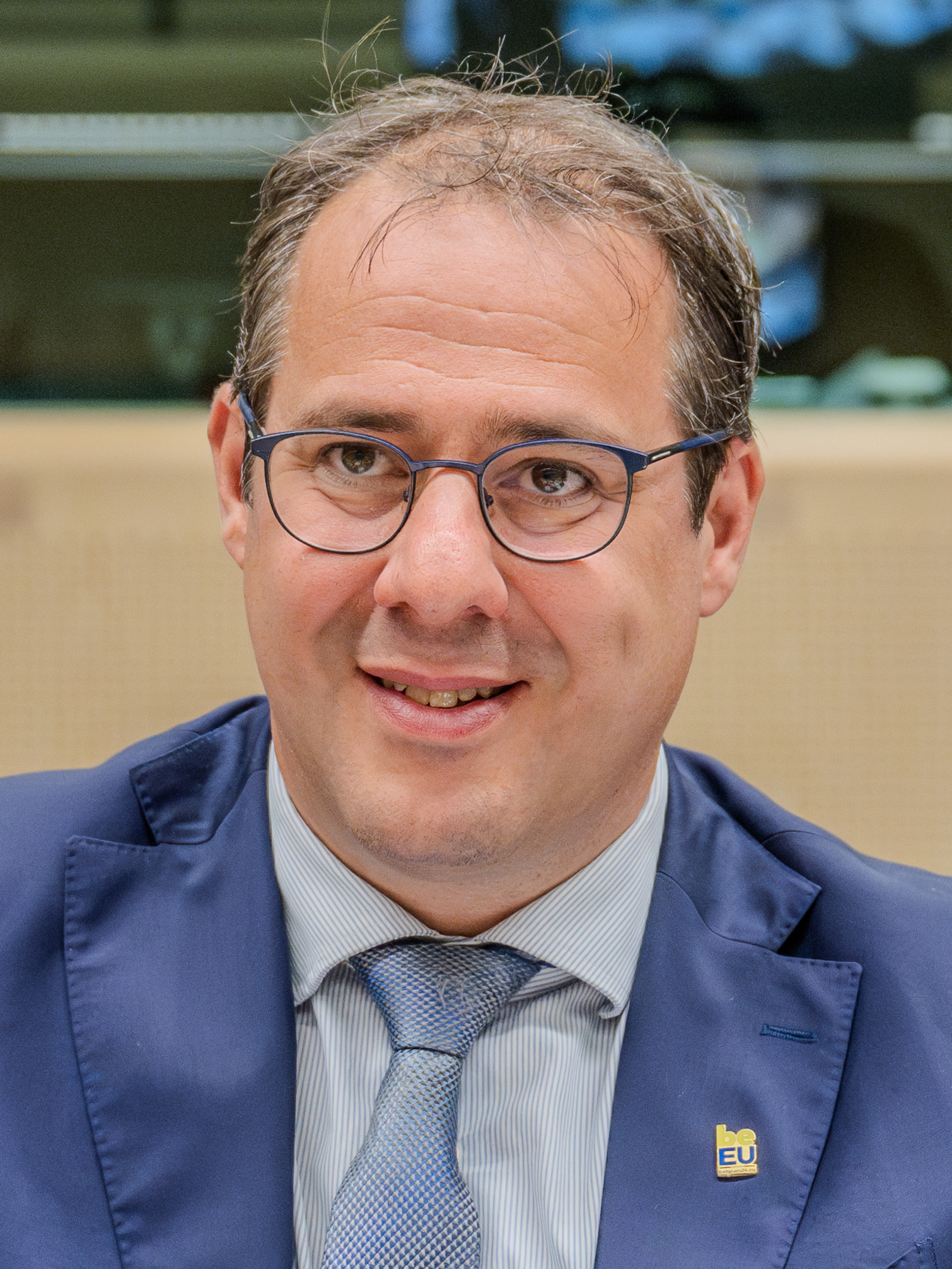
David Clarinval (2024).

David Clarinval (* 10. Januar 1976 in Dinant) ist ein belgischer Politiker der Partei Mouvement Réformateur (MR) Von 2019 bis 2020 war er Haushaltsminister, seit Oktober 2020 ist er Minister für Mittelstand, Klein- und Mittelbetriebe, Landwirtschaft, Institutionelle Reformen und Demokratische Erneuerung in der belgischen föderalen Regierung.

## Leben
Clarinal wurde 1976 als ältestes von fünf Kindern geboren. Das Studium an der Katholischen Universität Löwen schloss er mit einem Lizenziat in Politikwissenschaften ab. Seit 2005 war er stellvertretender Geschäftsführer von Clarinval Constructions, einem mittelständischen Bauunternehmen in Familienbesitz. Clarinval ist verheiratet und Vater von zwei Kindern.

## Politik
Clarinval wurde 2000 zum Bürgermeister von Bièvre gewählt, er war mit 24 Jahren der jüngste Bürgermeister Belgiens. Bei den Wahlen 2006, 2012 und 2018 wurde er im Amt bestätigt. Beim Eintritt in die föderale Regierung musste er das Amt niederlegen.
Im Jahr 2006 wurde Clarinval für den Distrikt Dinant auf der Liste des MR ins Parlament der Provinz Namur gewählt.
Bei der Wahl zum nationalen Parlament 2007 erhielt er im Wahlkreis Namur die meisten Stimmen auf der Liste der Ersatzkandidaten. Am 21. Dezember 2007 rückte er für Sabine Laruelle, deren Parlamentsmandat während ihrer Kabinettszugehörigkeit ruhte, ins Parlament nach. Bei den Wahlen 2010, 2014 und 2019 wurde er jeweils auf der Liste der MR im Wahlkreis Namur gewählt.
2017 wurde er Nachfolger von Denis Ducarme als Vorsitzender der MR-Fraktion im Parlament. Nach dem Rücktritt von Premierminister Charles Michel wurde Clarinval Haushaltsminister in der föderalen Regierung. Er folgte Sophie Wilmès, die neue Premierministerin wurde. Nach dem Rücktritt von Didier Reynders wurde er am 30. November 2019 stellvertretender Premierminister. Diese Positionen behielt er auch in der Regierung Wilmès II. In der seit dem 1. Oktober 2020 amtierenden Regierung De Croo wurde er Minister für Mittelstand, Klein- und Mittelbetriebe, Landwirtschaft, Institutionelle Reformen und Demokratische Erneuerung.
Mit dem schrittweisen Rückzug von Sophie Wilmès aus der Regierung wurde Clarinval im April 2022 Vize-Premierminister, zunächst kommissarisch und ab dem 14. Juli 2022 definitiv.